# 石作棟
石作栋（1856年—1921年），字郑卿，号洮溪，甘肃临洮辛店人，清朝政治人物。同進士出身。
光绪十一年举人，光绪十五年进士，官任贵州荔波县等知县。著有《郑卿文集》《洮溪青云集》等。
沙塄古城石氏四房后裔，始祖明武德将军。其祖父为贡生，父石万卿为举人，子石昆山文笔不逊其父。